# Ambassade d'Australie en France
L'ambassade d'Australie en France est la représentation diplomatique du Commonwealth d'Australie auprès de la République française. Elle est située 4, rue Jean-Rey, dans le quartier de Grenelle du 15e arrondissement de Paris, la capitale de la France. Son ambassadrice est, depuis 2024, Lynette Wood (en).

## Histoire
Dans les années 1960, l'ambassade est située 13, rue Las-Cases, dans le 7e arrondissement de Paris. 
Le bâtiment qui accueille actuellement l'ambassade est bâti sur un terrain acheté en 1972 par le gouvernement McMahon, bordé au nord par la rue Jean-Rey, à l'ouest par le quai Branly et au sud par la rue de la Fédération. Ce terrain faisait autrefois partie des emprises du dépôt ferroviaire proche de l'ancienne gare du Champ-de-Mars. La construction a débuté en mars 1975, et s'est terminée en octobre 1977, sur les plans des architectes Harry Seidler et Peter Hirst, avec la collaboration de Marcel Breuer, Pier Luigi Nervi et Mario Jossa,.
D'un style architectural confinant au brutalisme, il s'agit en fait d'un ensemble composé de deux bâtiments de béton brut de neuf étages, chacun ayant la forme d'un quart de cercle, reliés entre-eux par un petit corps de bâtiment et placés de manière à former un « S ». Outre l'ambassade d'Australie en France, le premier bâtiment accueille également les représentations diplomatiques de l'Australie auprès de l'UNESCO et de l'OCDE, ainsi que l'appartement de l'ambassadeur au dernier étage ; le second bâtiment comprend trente-quatre appartements pour le personnel, qui ont tous vue sur la Seine et la tour Eiffel.
Des expositions temporaires ouvertes au public, artistiques ou culturelles, sont régulièrement organisées dans les locaux de l'ambassade.
Une séquence, où participent George Clooney et Brad Pitt, du film policier Ocean's Twelve, réalisé par Steven Soderbergh, est tournée en 2004 sur une terrasse d'un des bâtiments de l'ambassade (qui n'apparaît pas en tant que telle dans l'intrigue). Si le palais de Chaillot est bien visible et reconnaissable dans certains arrière-plans, le réalisateur choisit de ne pas cadrer directement la tour Eiffel pourtant très présente dans le panorama visible depuis cette terrasse, considérant que ce cadre serait trop « cliché ». Seul le reflet de la tour apparaît, dans les lunettes de soleil portées par Brad Pitt.
Le siège de l'Agence internationale de l'énergie, organisation internationale rattachée à l'OCDE, est également hébergé dans le bâtiment de l'ambassade le plus à l'est, à l'adresse du 31-35, rue de la Fédération.
La promenade d'Australie est une voie se trouvant à proximité, le long des quais.

## Ambassadeurs d'Australie en France
| Date de nomination                                                  | Date de remise des lettres de créance                               | Date de remise des lettres de créance                               | Ambassadeur                                                         | Photo                                                               |
| En qualité d'envoyés extraordinaires et ministres plénipotentiaires | En qualité d'envoyés extraordinaires et ministres plénipotentiaires | En qualité d'envoyés extraordinaires et ministres plénipotentiaires | En qualité d'envoyés extraordinaires et ministres plénipotentiaires | En qualité d'envoyés extraordinaires et ministres plénipotentiaires |
| ------------------------------------------------------------------- | ------------------------------------------------------------------- | ------------------------------------------------------------------- | ------------------------------------------------------------------- | ------------------------------------------------------------------- |
| ?                                                                   | 1er décembre 1945                                                   | [ JORF 1 ]                                                          | colonel William Roy Hodgson                                         |                                                                     |
| En qualité d'ambassadeurs extraordinaires et plénipotentiaires      |                                                                     |                                                                     |                                                                     |                                                                     |
| ?                                                                   | 20 avril 1948                                                       | [ JORF 2 ]                                                          | colonel William Roy Hodgson                                         |                                                                     |
| ?                                                                   | 5 mai 1950                                                          | [ JORF 3 ]                                                          | Frank Keith Officer (en)                                            |                                                                     |
| ?                                                                   | 7 juin 1955                                                         | [ JORF 4 ]                                                          | Alfred Stirling (en)                                                |                                                                     |
| ?                                                                   | 4 avril 1959                                                        | [ JORF 5 ]                                                          | Edward Ronald Walker (en)                                           |                                                                     |
| ?                                                                   | 1969                                                                |                                                                     | Alan Phillip Renouf (en)                                            |                                                                     |
| ?                                                                   | 2 janvier 1974                                                      | [ JORF 6 ]                                                          | Harold David Anderson (en)                                          |                                                                     |
| ?                                                                   | 31 août 1978                                                        | [ JORF 7 ]                                                          | John Rossel Rowland (en)                                            |                                                                     |
| ?                                                                   | 16 septembre 1982                                                   | [ JORF 8 ]                                                          | Peter Campbell John Curtis (en)                                     |                                                                     |
| ?                                                                   | 10 novembre 1987                                                    | [ JORF 9 ]                                                          | Edward Robert Pocock (en)                                           |                                                                     |
| ?                                                                   | 7 octobre 1991                                                      | [ JORF 10 ]                                                         | Clive Raymond Jones                                                 |                                                                     |
| ?                                                                   | 6 octobre 1993                                                      | [ JORF 11 ]                                                         | Alan Dewane Brown                                                   |                                                                     |
| ?                                                                   | 12 novembre 1996                                                    | [ JORF 12 ]                                                         | John Michael Spender (en)                                           |                                                                     |
| ?                                                                   | 15 décembre 2000                                                    | [ JORF 13 ]                                                         | William Norman Fisher                                               |                                                                     |
| ?                                                                   | 6 juin 2005                                                         | [ JORF 14 ]                                                         | Penelope Anne Wensley                                               |                                                                     |
| ?                                                                   | 15 septembre 2008                                                   | [ JORF 15 ]                                                         | David Alexander Ritchie (en)                                        |                                                                     |
| ?                                                                   | 11 juillet 2012                                                     | [ JORF 16 ]                                                         | Ric Lawson Wells (en)                                               |                                                                     |
| ?                                                                   | 31 octobre 2014                                                     | [ JORF 17 ]                                                         | Stephen Brady (en)                                                  |                                                                     |
| ?                                                                   | 18 décembre 2017                                                    | [ JORF 18 ]                                                         | Brendan Berne (en)                                                  |                                                                     |
| 5 novembre 2020                                                     | 2 novembre 2021                                                     | [ JORF 19 ]                                                         | Gillian Bird                                                        |                                                                     |
| 23 octobre 2024                                                     | 13 décembre 2024                                                    | [ JORF 20 ]                                                         | Lynette Wood (en)                                                   |                                                                     |

## Consulats
Outre la section consulaire de son ambassade à Paris, l'Australie possède un consulat général à Nouméa (Nouvelle-Calédonie) et un consulat général à Papeete (Tahiti).